# Anderlecht
Anderlecht – miasto i gmina w Belgii, jedna z 19 w dwujęzycznym Regionie Stołecznym Brukseli, w Okręgu Stołecznym Brukseli, połączona z resztą Brukseli 5. linią metra.
W miejscowości jest kilka historycznie i architektonicznie wyodrębnionych dzielnic, jedną z najciekawszych jest dzielnica zwana La Roue (Het Rad). Inne dzielnice w mieście: Veeweyde (Veeweide), Cureghem (Kuregem), Scheut, Neerpede. Do miasta należy również wieś Moortebeek.

## Historia

### Początki i średniowiecze
Ludzie pojawili się na brzegu rzeki Senne już w epoce kamienia i epoce brązu. Na terenie Anderlechtu znaleziono także pozostałości rzymskich willi i frankijskich nekropolii. Pierwszy raz nazwa Anderlecht pojawia się w roku 1047 i ma ona formę Anrelech, a później Andrelet (1111), Andreler (1148) i Anderlech (1186). W tym czasie gmina jest siedzibą kapituły kanoników i dworów dwóch feudalnych lordów.
W 1356 roku Ludwik II Flandryjski, hrabia Flandrii walczył przeciwko Brukseli w tak zwanej bitwie o Scheut. Choć pokonał swą szwagierkę Joannę, księżną Brabancji i na krótko przejął przynależny jej tytuł, przy pomocy Karola IV udało się jej go odzyskać. W 1393 roku kapituła Joanny uczyniła z Anderlechtu część Brukseli. W tym samym czasie przebudowano kościół Świętego Piotra i św. Gwidona (Saints-Pierre-et-Guidon / Sint-Pieter-en-Sint-Guido) wznoszący się nad romańską kryptą w stylu gotyckim.

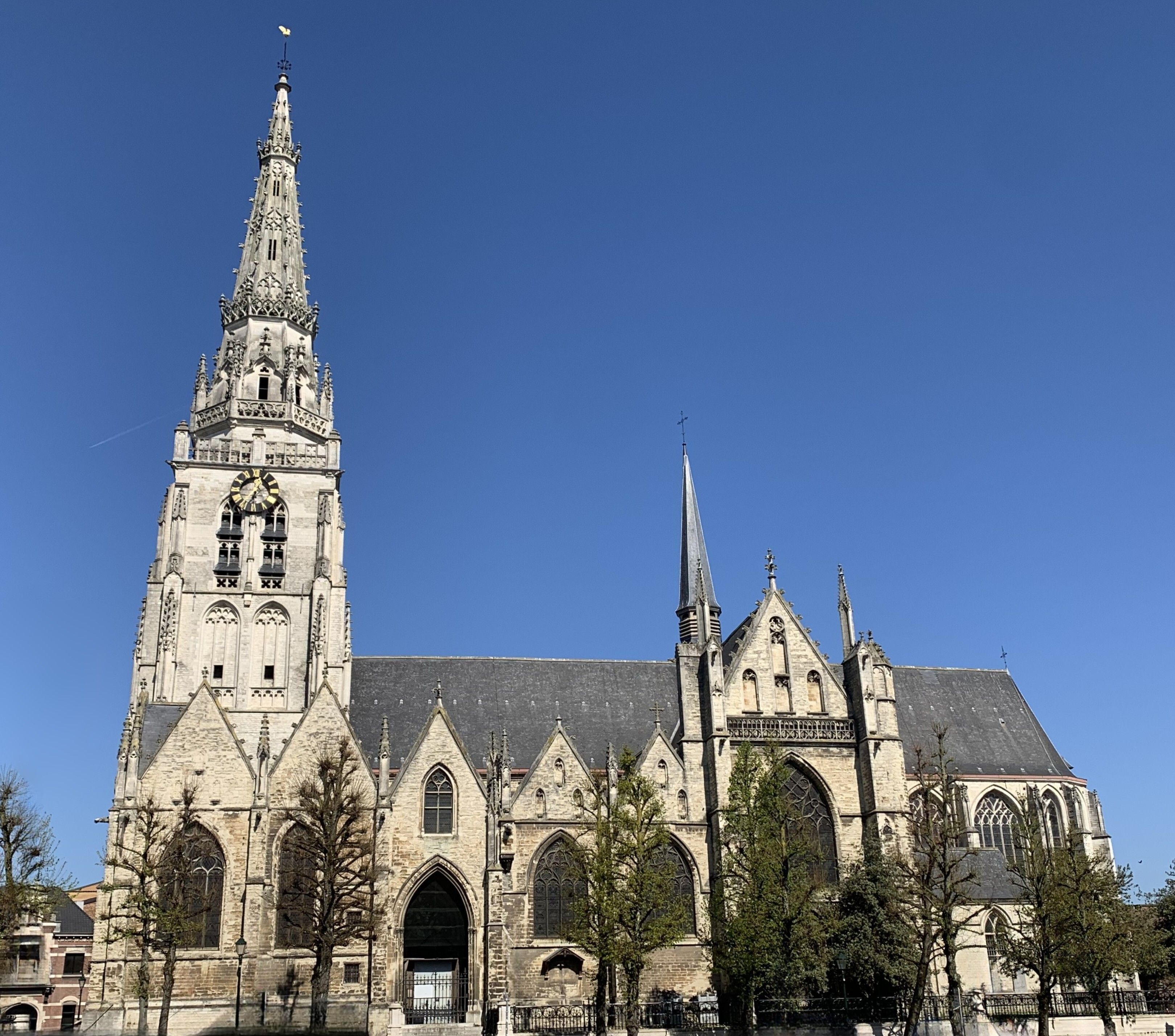
Kościół św. Piotra i św. Gwidona

### Od XV do XX wieku
Anderlecht był centrum kulturalnym w XV i XVI wieku. W 1521 roku Erazm z Rotterdamu mieszkał przez kilka miesięcy w domu kanoników. Karol I i Łowczy wielki Francji także przebywał w Anderlechcie.
XVII i XVIII wiek upłynęły pod znakiem wojen pomiędzy Niderlandami i Francją. 13 listopada 1792 roku, zaraz po bitwie pod Jemappes, generał Dumouriez i jego wojska ponownie rozgromiły Austriaków. Z tego powodu Francuzi ogłosili Anderlecht niezależną gminą. W XIX wieku nastąpił gwałtowny przyrost liczby mieszkańców, głównie z powodu bliskości ciągle powiększającej się Brukseli. W XX wieku powstały takie dzielnice jak La Roue (Het Rad) i Moortenbeek.

## Zabytki
- położony w centrum miasta kolegialny Kościół św. Piotra i św. Gwidona (Saints-Pierre-et-Guidon / Sint-Pieter-en-Sint-Guido). Jego romańska krypta pochodzi z X wieku i jest jedną z najstarszych w Belgii, jednakże większa część kościoła pochodzi z roku 1350 i późniejszych
- stary klasztor beginek
- Dom Erazma (Maison d'Érasme / Erasmushuis) zbudowany około roku 1450
- znajdujące się w browarze Brukselskie Muzeum Gueuze (Musée bruxellois de la gueuze / Brussels Museum van de Geuze).

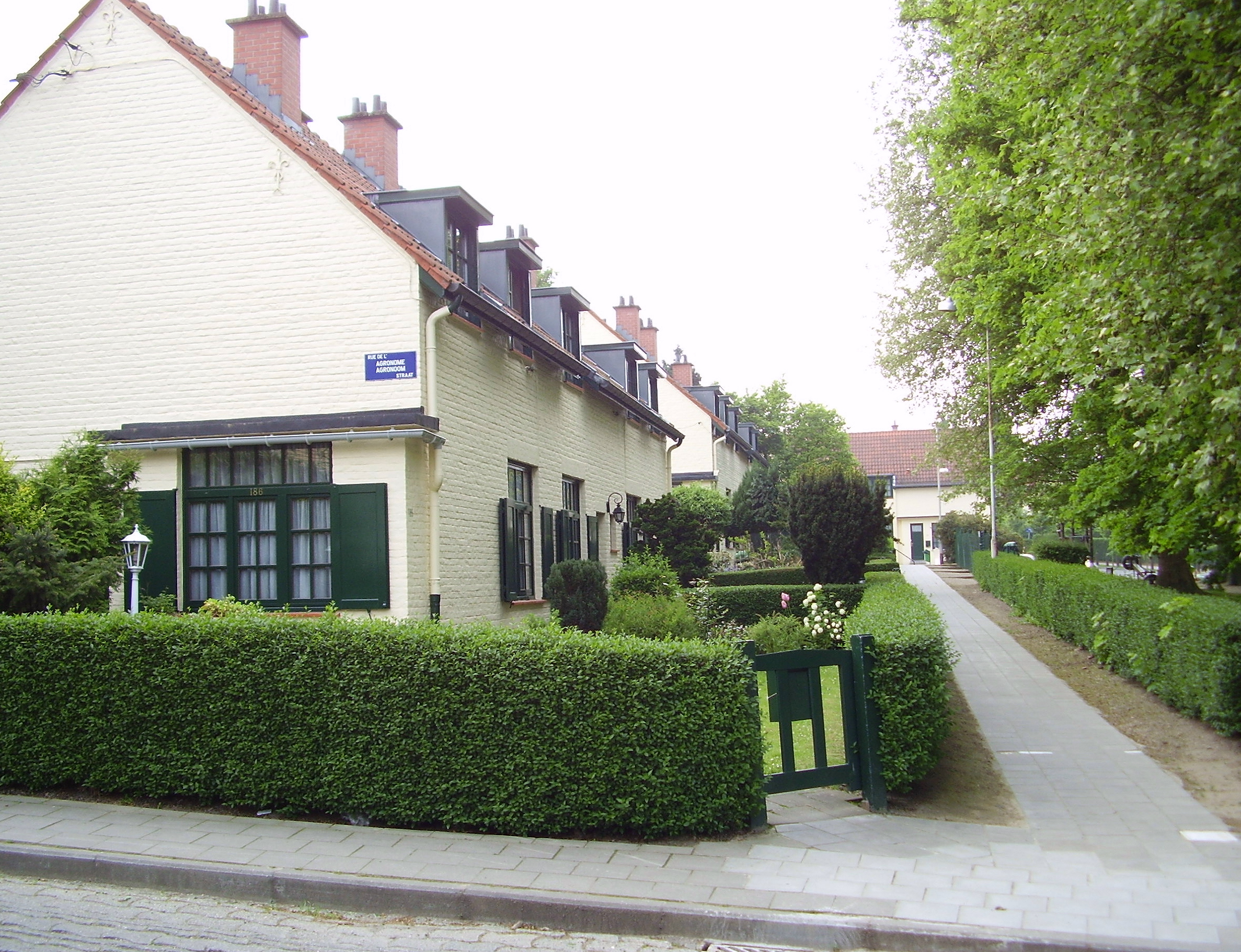
Jedna z ulic Anderlechtu w dzielnicy Moortebeek

## Komunikacja
Przez gminę przebiega linia metra nr 5 ze stacjamiː Jacques Brel, Aumale, Saint-Guidon/Sint-Guido (centrum gminy), Veeweyde/Veeweide, Bizet, La Roue/Het Rad, CERIA/COOVI, Eddy Merckx i Erasme/Erasmus, jak również linia nr 2 ze stacją końcową Clemenceau w okolicy urzędu gminy. Linia tramwajowa nr 56 przebiega przez centrum Anderlechtu, a linie 20 i 83 przez północną część gminy.
Przez Anderlecht przebiega droga R0, która jest obwodnicą Brukseli oraz płynie Kanał Charleroi–Bruksela.

## Współpraca
Miejscowości partnerskie:
- Boulogne-Billancourt, Francja
- Hammersmith and Fulham, Wielka Brytania
- Marino, Włochy
- Neukölln, Niemcy
- Sainte-Maxime, Francja
- Zaandam, Niderlandy

## Sport
W Anderlechcie ma swoją siedzibę najbardziej utytułowany belgijski klub piłkarski RSC Anderlecht.